# 约翰·威德尔
约翰·威德尔（英語：John Weddell，1583年—1642年），英国航海家，曾任职于英国莫斯科公司和东印度公司。

## 早年经历
1617年8月开始任职于莫斯科公司巨龙号（Dragon），担任船长或船副，在斯匹次卑尔根岛捕鲸。